# Lazaro Valvasensi
Lazaro Girolamo Valvasensi (getauft am 20. Juni 1585 in Valvasone; † 26. Juni 1661 ebenda) war ein italienischer Organist und Komponist.

## Leben und Wirken

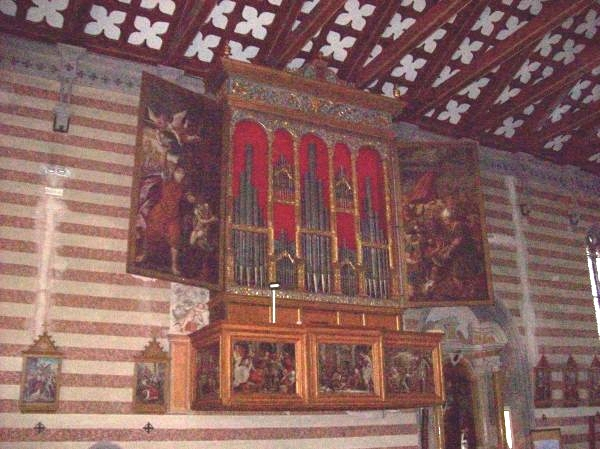
Orgel von 1533 in Valvasone

Lazaro Valvasensi, Sohn jüdischer Eltern, war in den Jahren 1606 und 1607 Organist am Dom seiner Heimatstadt Valvasone an der 1533 durch Vincenzo Colombo erbauten Orgel. Etwa zu diesem Zeitpunkt empfing er die Priesterweihe. Zur Zeit seiner ersten Veröffentlichungen war er Kapellmeister an der Kathedrale von Sacile, danach Organist an der Kathedrale von Marano Lagunare. Ab 1624 war er Kapellmeister und Organist in Tolmezzo (Friaul). Von 1634 bis 1640 hatte er die Organistenstelle am Dom seiner Heimatstadt Valvasone inne. 1640 bezeichnete er sich selbst als Academico occulto detto il strauagante. Er wurde Kanoniker am Dom von Caorle, wo er den Titel eines apostolischen Protonotars erhielt.

## Werk (Auswahl)
Von Valvasensis 16 in Venedig gedruckten Werkesammlungen sind sieben verschollen. Im Vorwort seiner Concerti ecclesiastici bezieht er sich auf das Vorbild der 20 Jahre zuvor entstandenen Werke von Lodovico Grossi da Viadana und die durch Claudio Monteverdi benannte Seconda pratica.
- Il primo libro de concerti ecclesiastici, con una messa et litanie (1617)
- Brevi concerti ecclesiastici alla romana, con una voce sola accutaó grave à comiacenza delli Cantanti op.3 (1620)
- Letanie della Beata Virgine a cinque voci con un motetto concertato op.4 (1622)
- Compieta concertata 4v op.5 (1626)
- Concerti ecclesiastici, (1–2 voci) con alcune symphonie da sonarsi con diversi strromenti 2v. op.6 (1627)
- Secolo giardino d’amorosi fiori (1–2 voci) op.8 (1634)
- Terzo giardino (1–2 voci) (1635)
- Messe concertate (2–4 voci) (1636)
- Salmi concertati a due voci op.16 (1640)